# منشأة طنطاوي
قرية منشاة طنطاوى هي إحدى القرى التابعة لمركز سنورس في محافظة الفيوم في جمهورية مصر العربية. حسب إحصاءات سنة 2006، بلغ إجمالي السكان في منشاة طنطاوى 18091 نسمة، منهم 9274 رجل و8817 امرأة.